# Cophoprumna surda
Cophoprumna surda är en insektsart som beskrevs av Dovnar-zapolskij 1932. Cophoprumna surda ingår i släktet Cophoprumna och familjen gräshoppor. Inga underarter finns listade i Catalogue of Life.